# ريبل
الريبل (بالإنجليزية: Ripple) عبارة عن نظام تسوية إجمالي في الوقت الفعلي، وشبكة لتبادل العملات والتحويلات، مفتوحة للمؤسسات المالية في جميع أنحاء العالم، وقد تم إنشاؤها بواسطة شركة "Ripple Labs Inc"، وهي شركة تكنولوجيا مقرها الولايات المتحدة. كما يطلق عليه بروتوكول المعاملات ريبل (RTXP) أو بروتوكول الريبل، فهو مبني على بروتوكول إنترنت موزع ومفتوح المصدر، وسجل توافقي وعملة أصلية تسمى XRP (ريبل). تهدف شبكة الريبل التي أُطلِّقَت في عام 2012 إلى تمكين «المعاملات المالية العالمية الآمنة واللحظية وشبه المجانية من أي حجم دون رد المبالغ المدفوعة». وهو يدعم أي نوع من العملات الائتمانية أو العملات المعماة أو الأصول أو أي وحدة أخرى ذات قيمة في جوهرها، ويستند الريبل على قاعدة بيانات عامة مشتركة أو سجل، والذي يستخدم عملية توافقية تسمح بالدفع والتبادل والتحويلات في عملية موزعة.
الشبكة لا مركزية ويمكن أن تعمل دون شركة ريبل، ولا يمكن إغلاقها، وتشمل المدققين، والشركات، ومقدمي خدمات الإنترنت، ومعهد ماساتشوستس للتكنولوجيا.
يستخدم بروتوكول الريبل من طرف شركات مثل (bank of america) أو (UBS) أو (Santander)، كما تسير مجموعة من الشركات العالمية في طريقها لاعتماد تقنيات الريبل كويسترن يونيون التي قامت باختبار تقنيات التحويل الخاصة بالريبل، وشركة ماني غرام التي عقدت شراكة مع شركة ريبل لمعالجة المدفوعات الدولية على شبكة سلسلة الكتل.

## التاريخ

### التنمية في وقت مبكر (2004-12)
السلف إلى تموج الدفع البروتوكول، Ripplepay, في عام 2004 من قبل ريان فغر، a المطور على شبكة الإنترنت في فانكوفر، كولومبيا البريطانية. فغر تصور الفكرة بعد أن عمل على المحلية نظام تداول العملات في فانكوفر، وكان نيته لإنشاء النقدية نظام اللامركزية ويمكن أن تسمح للأفراد والمجتمعات على إنشاء أموالهم الخاصة. فغر أول التكرار من هذا النظام، RipplePay.com, لأول مرة في عام 2005 باعتبارها المالية من تقديم خدمة الدفع الآمن خيارات أعضاء مجتمع دولي على الإنترنت عن طريق الشبكة العالمية.
وأدى ذلك إلى نظام جديد من جد ابن اللعينة من شبكة eDonkey, التي صممت وبنيت من قبل آرثر بريتو وديفيد شوارتز. في أيار / مايو 2011، وشرعوا في وضع العملة الرقمية في المعاملات التي تم التحقق من توافق في الآراء بين أعضاء الشبكة بدلا من عملية التعدين المستخدمة من قبل بيتكوين، الذي يعتمد على سلاسل الكتل دفاتر. هذا الإصدار الجديد من تموج نظام ولذلك تهدف إلى القضاء على بيتكوين الاعتماد على مركزية التبادل استخدام الكهرباء أقل من بيتكوين، وإجراء المعاملات بسرعة أكبر بكثير من بيتكوين. كريس لارسن، الذي كان قد أسس سابقا الإقراض وشركات الخدمات الإلكترونية القرض والازدهار، انضم إلى الفريق في آب / أغسطس 2012، ومعا ابن اللعينة ولارسن اقترب ريان فغر مع العملة الرقمية الفكرة. وبعد مناقشات طويلة الأمد أعضاء تموج المجتمع، فغر سلمت زمام. في أيلول / سبتمبر 2012 الفريق شارك في تأسيس شركة OpenCoin, أو OpenCoin Inc.

### OpenCoin وتموج مختبرات (2012-13)
OpenCoin بدأت النامية دفعة جديدة بروتوكول يسمى تموج الصفقة البروتوكول (RTXP) على أساس ريان فغر مفاهيم. تموج البروتوكول تمكن الفورية والمباشرة نقل الأموال بين الطرفين. كما مثل هذا البروتوكول يمكن أن تبحر حول الرسوم أوقات الانتظار التقليدية مراسل النظام المصرفي، وأي نوع من العملات يمكن استبدالها بما دولار أمريكي، يورو، اليوان، الين، الذهب، أميال الطيران، روبية. للحفاظ على الأمن OpenCoin المبرمجة تموج الاعتماد على المشترك الأستاذ «تدار من قبل شبكة مستقلة من صحة ملقمات باستمرار مقارنة سجلات المعاملات.» ملقمات يمكن أن تنتمي إلى أي شخص، بما في ذلك البنوك أو صناع السوق. الشركة أيضا إلى خلق شكل من أشكال العملة الرقمية يطلق عليها اسم XRP بطريقة مماثلة بيتكوين باستخدام العملة تسمح المالية insititutions لتحويل الأموال لا رسوم على وقت الانتظار.
بين OpenCoin المبكر المستثمرين آندرسن هورويتز ومشاريع جوجل. في 1 يوليو عام 2013، XRP الصندوق الثاني، ذ. م. م (التي تسمى الآن ببساطة XRP الثاني) تأسست كشركة تابعة مملوكة بالكامل من OpenCoin، مقرها في ولاية كارولينا الجنوبية. في اليوم التالي، تموج أعلنت ربط بيتكوين وتموج بروتوكولات طريق بيتكوين الجسر. بيتكوين جسر يسمح تموج للمستخدمين بإرسال دفعة بأي عملة إلى عنوان بيتكوين. تموج كما وضعت في وقت مبكر شراكات مع شركات مثل ZipZap. في 26 سبتمبر 2013, OpenCoin Inc. غيرت اسمها إلى تموج Labs Inc., مع كريس لارسن المتبقية الرئيس التنفيذي. في نفس اليوم تموج الإشارة الخادم والعميل أصبحت البرمجيات الحرة، كما صدر مفتوح المصدر تحت شروط ISC الترخيص. تموج مختبرات استمرت المساهمين الأساسيين من التعليمات البرمجية إلى توافق نظام التحقق وراء تموج، والتي يمكن أن «الاندماج مع البنوك الشبكات القائمة.» في تشرين الأول / أكتوبر 2013, تموج في شراكة أخرى مع ZipZap، مع العلاقة يسمى تهديدا ويسترن يونيون في الصحافة…

### التركيز على السوق المصرفية (2014-17)
بحلول عام 2014، تموج مختبرات شاركت في العديد من المشاريع التنموية ذات الصلة بالبروتوكول الإفراج على سبيل المثال دائرة الرقابة الداخلية التطبيق العميل على أي فون التي تسمح للمستخدمين فون إرسال واستقبال أي عملة عبر هواتفهم المحمولة. هذا تموج التطبيق العميل لم يعد موجودا. في تموز / يوليو 2014, تموج مختبرات المقترحة Codius مشروع تطوير جديد عقد الذكية نظام «لغة البرمجة الملحد.»
منذ عام 2013، بروتوكول وقد اعتمد عدد متزايد من المؤسسات المالية «[تقدم] بديل التحويلات الخيار» للمستهلكين. تموج يسمح المدفوعات عبر الحدود لعملاء التجزئة والشركات والبنوك الأخرى، لارسن نقلت مشيرا إلى أن «تموج يبسط [الصرف] عملية من خلال إنشاء نقطة إلى نقطة وشفافة والتحويلات في البنوك التي لم يكن لديك لدفع المقابلة الرسوم المصرفية.» أول بنك لاستخدام تموج كان Fidor البنك في ميونيخ، الذي أعلن عن الشراكة في أوائل عام 2014. Fidor هو الإنترنت فقط في ألمانيا. هذا أيلول / سبتمبر في نيو جيرسي مقرا عبر نهر البنك كانساس القائم على الأسلحة الكيماوية والبيولوجية أعلن البنك أن استخدام تموج البروتوكول. بحلول كانون الأول / ديسمبر تموج مختبرات بدأ العمل مع المدفوعات العالمية خدمة Earthport، والجمع بين تموج برنامج Earthport خدمات الدفع. Earthport عملاء البنوك مثل بنك أوف أمريكا وHSBC، وتعمل في أكثر من 65 بلدا. الشراكة أول استخدام الشبكة من تموج البروتوكول. في كانون الأول / ديسمبر عام 2014 وحده، XRP سعر القيمة ارتفعت أكثر من 200%، مما يساعد تموج تجاوز litecoin لتصبح ثاني أكبر التشفير العملة ووضع مضاعف القيمة السوقية في ما يقرب من نصف مليار دولار. اعتبارا من عام 2017 تموج يحمل حوالي 9 مليارات دولار من حيث القيمة السوقية.
في شباط / فبراير عام 2015، Fidor أعلن البنك أن استخدام تموج بروتوكول لتنفيذ جديد في الوقت الحقيقي تحويل الأموال الدولية الشبكة، وفي أواخر نيسان / أبريل 2015، أعلن أن «ويسترن يونيون» كانت تخطط «التجربة» مع تموج. في أواخر أيار / مايو 2015، كومنولث بنك اوف أستراليا أعلن أنه سيكون تجارب مع تموج فيما يتعلق intrabank التحويلات. منذ عام 2012، وممثلي تموج مختبرات المعلن دعم الحكومة تنظيم التشفير العملة في السوق، مدعيا أن أنظمة مساعدة الشركات على النمو. في 5 مايو 2015, الشبكة تغريم تموج مختبرات XRP الثاني 700000 دولار أمريكي لانتهاك قانون سرية المصارف، استنادا إلى شبكة مكافحة الجرائم المالية's إضافات على القانون في 2013. تموج مختبرات وافقت على الخطوات العلاجية لضمان الامتثال في المستقبل، والتي تضمنت اتفاق فقط للعمليات XRP و«تموج التجارة» النشاط خلال مسجلة المال خدمات الشركات (MSB) بين اتفاقات أخرى مثل تعزيز تموج البروتوكول. تحسين لن يغير البروتوكول نفسه، ولكن بدلا من ذلك إضافة مكافحة غسل الأموال المعاملات رصد الشبكة وتحسين المعاملة التحليل. اعتبارا من عام 2017، الإصدار الحالي من خادم المعروفة باسم (متموج) هو الإصدار 0.70.1.
عام 2015 و2016 ملحوظ توسيع تموج (الشركة) مع افتتاح مكتب في سيدني، أستراليا في أبريل 2015 وفتح المكاتب الأوروبية في لندن، المملكة المتحدة في آذار / مارس 2016 ثم في لوكسمبورغ في يونيو 2016. العديد من الشركات قد أعلن في وقت لاحق من تجارب التكامل مع تموج.
الهيئة تموج آسيا، شركة مشتركة تأسست من قبل المالية اليابانية العملاقة الهيئة القابضة وسان فرانسيسكو FinTech بدء التشغيل تموج اختبار تموج المؤسسة blockchain حلول المدفوعات عبر الحدود. سيولالقائم على blockchain مزود حلول DAYLI الذكاء يؤدي الفريق الكوري الجنوبي.
| Partnerships (publicly known)  | Accenture • Akbank • American Express • ATB Financial • Axis Bank • Banco Bilbao Vizcaya Argentaria (BBVA) • BMO Financial Group • Cambridge Global Payments • Canadian Imperial Bank of Commerce (CIBC) • CBW Bank • CGI Group • Cross River Bank • Davis + Henderson (D+H) • Deloitte • Earthport • Expertus • eZforex • Fidor Bank • Mitsubishi UFJ Financial Group (MUFG) • Mizuho Financial Group (MHFG) • National Australia Bank (NAB) • National Bank of Abu Dhabi (NBAD) • ReiseBank • Royal Bank of Canada (RBC) • Santander • SBI Holdings • SBI Remit • Shanghai Huarui Bank (SHRB) • Siam Commercial Bank (SCB) • Skandinaviska Enskilda Banken AB (SEB) • Standard Chartered • Star One Credit Union • Tas Group • Temenos Group • UBS • UniCredit Group • Volante Technologies • Westpac Banking Corp • Yantra Financial Technologies • Yes Bank |
| Experimenting (publicly known) | Aeon Bank • Aomori Bank • Ashikaga Bank • Australia and New Zealand Banking Group (ANZ) • Awa Bank • Bank of England • Bank of the Ryukyus • Bank of Yokohama • Chiba Bank • Chugoku Bank • Commonwealth Bank of Australia • Daiwa Next Bank • DBS Group Holdings • Fukui Bank • Gunma Bank • Hachijuni Bank • Hiroshima Bank • Hokuriku Bank • Hyakugo Bank • Iyo Bank • Juroku Bank • Keiyo Bank • Michinoku Bank • Mizuho Financial Group • Musashino Bank • Nishi-Nippon City Bank • North Pacific Bank • Oita Bank • Orix Bank Corporation • Resona Bank • Royal Bank of Scotland (RBS) • San-in Godo Bank • SAP • SBI Sumishin Net Bank • Senshu Ikeda Bank • Seven Bank • Shimizu Bank • Shinkin Central Bank • Shinsei Bank • Sikoku Bank • Sony Bank • Sumitomo Mitsui Trust Bank • Suruga Bank • The 77 Bank • The Daishi Bank • The Nomura Trust & Banking Co. • Tochigi Bank • Toho Bank • Tokyo Star Bank • Tsukuba Bank • Western Union • Yachiyo Bank • Yamagata Bank • Yamaguchi Bank |

في 13 يونيو 2016, تموج الحصول على عملة افتراضية ترخيص من ولاية نيويورك قسم الخدمات المالية، مما يجعلها رابع الشركة مع BitLicense.
في 19 أغسطس 2016, الهيئة تموج آسيا أعلن إنشاء اليابانية اتحاد البنوك في الشبكة الجديدة التي سوف تستخدم تموج تكنولوجيا المدفوعات والتسوية. الاتحاد رسميا في 25 تشرين الأول / أكتوبر 2016 مع 42 البنوك الأعضاء. اعتبارا من تموز / يوليه عام 2017، 61 البنوك اليابانية قد انضم يمثلون أكثر من 80% من إجمالي الأصول المصرفية في اليابان.
في 23 سبتمبر 2016, تموج أعلن عن إنشاء أول البنوك في المجموعة العالمية المدفوعات على أساس توزيع التكنولوجيا المالية. اعتبارا من نيسان / أبريل عام 2017، أعضاء الشبكة المعروفة باسم المدفوعات العالمية مجموعة التوجيه (GPSG) بنك أوف أمريكا ميريل لينش، إمبريال الكندي بنك التجارة ميتسوبيشي يو اف جى المجموعة المالية رويال بنك أوف كندا، سانتاندر، ستاندرد تشارترد بنك يونيكريديت ومؤسسة ويستباك المصرفية. فإن مجموعة «الإشراف على إنشاء وصيانة تموج معاملات الدفع قواعد رسمية معايير النشاط باستخدام تموج، وغيرها من الإجراءات الرامية إلى دعم تنفيذ تموج الدفع القدرات.»

## مفهوم
تموج موقع يصف مفتوحة المصدر البروتوكول «البنية التحتية الأساسية لتكنولوجيا المعاملات بين البنوك – محايد فائدة المؤسسات المالية والنظم.» البروتوكول يسمح البنوك والخدمات المالية غير المصرفية للشركات لإدراج تموج البروتوكول في النظم الخاصة بها، وبالتالي تسمح لعملائها استخدام الخدمة. حاليا، تموج يتطلب الطرفين على الصفقة تحدث: أولا، تنظم مؤسسة مالية «يحمل الأموال والقضايا أرصدة نيابة عن العملاء.» الثاني «صناع السوق» مثل صناديق التحوط أو تداول العملات مكاتب توفر السيولة في العملة التي ترغب في التجارة. في جوهرها، تموج على مشترك بيانات عامة أو الأستاذ أن محتويات قررت على بتوافق الآراء. بالإضافة إلى أرصدة دفتر يحمل معلومات عن عروض لشراء أو بيع العملات والأصول، إنشاء أول توزيع الصرف. عملية الآراء يسمح المدفوعات، وتبادل التحويلات في توزيعها. وفقا للمجموعة الاستشارية لمساعدة الفقراء في عام 2015، «تموج لا المدفوعات ما SMTP هل البريد الإلكتروني التي يتم تمكين أنظمة المؤسسات المالية المختلفة للتواصل مباشرة.»
في تموج للمستخدمين جعل المدفوعات بين بعضها البعض باستخدام مشفر توقيع المعاملات المقومة في أي من العملات الورقية أو تموج الداخلية العملة (XRP). بالنسبة XRP-المعاملات المقومة تموج يمكن الاستفادة من الداخلية الأستاذ، في حين أن المدفوعات المقومة في الأصول الأخرى، تموج دفتر الأستاذ المحاضر المبالغ المستحقة، مع الأصول ممثلة التزامات الديون. في الأصل تموج فقط السجلات المحفوظة في دفتر الأستاذ ولا في العالم الحقيقي قوة التنفيذ، الثقة المطلوبة.[بحاجة لتوضيح] ومع ذلك، تموج الآن المتكامل مع مختلف المستخدم التحقق بروتوكولات خدمات البنك. المستخدمين من تحديد أي من المستخدمين الآخرين يثقون به وما قدر. عند غير XRP الدفع بين اثنين من المستخدمين أن نثق في بعضنا البعض، والتوازن المتبادل خط الائتمان هو تعديل الموضوع إلى حدود لكل مستخدم. من أجل إرسال الأصول بين المستخدمين غير مباشرة إنشاء علاقة ثقة، يحاول النظام العثور على المسار بين اثنين من المستخدمين مثل أن كل وصلة الطريق بين اثنين من المستخدمين التي لديها علاقة ثقة. جميع الأرصدة على طول الطريق ثم يتم تعديلها في وقت واحد والذرة. هذه الآلية لجعل المدفوعات عبر شبكة موثوق بها الزميلة يدعى 'امتد'. التشابه إلى الشيخوخة الحوالة.

## ميزات التصميم

### بوابات
بوابة هو أي شخص أو منظمة التي تمكن المستخدمين من وضع المال في أخذ المال من تموج هو السيولة. عبارة يقبل الودائع بالعملات من المستخدمين القضايا أرصدة في تموج وزعت دفتر الأستاذ. وعلاوة على ذلك، بوابات تخليص أرصدة دفتر الأستاذ ضد الودائع لديهم عند عملة سحب. في الممارسة، بوابات مماثلة البنوك، إلا أنها تشترك في أحد العالمية الأستاذ المعروف تموج البروتوكول. اعتمادا على نوع ودرجة تفاعل المستخدم مع بوابة، بوابة قد مكافحة غسيل الأموال (AML) أو معرفة العملاء (KYC) السياسات التي تتطلب التحقق من الهوية والعنوان والجنسية وما إلى ذلك. لمنع النشاط الإجرامي. شعبية بوابات اعتبارا من عام 2017 شملت Bitstamp, Gatehub, تموج فوكس، طوكيو الين الياباني السيد تموج، RippleChina والصخرة التداول.

#### Trustlines وامتد
يجب على المستخدمين 'تمديد الثقة' تموج العبارة التي تحمل الودائع. هذا دليل إنشاء trustline يشير إلى تموج شبكة المستخدم مريحة مع العبارة هي مخاطر الطرف المقابل. وعلاوة على ذلك، يجب على المستخدم وضع الكمية الحد على هذه الثقة وخلق مماثلة حدود لكل عملة على الودائع في تلك العبارة. على سبيل المثال إذا كان المستخدم الودائع 50 دولار أمريكي وBTC2.00 في الصخرة التداول المستخدم سوف تضطر إلى منح الثقة لا يقل عن ذلك بكثير في كل من العملات عبارة عن الأموال المتاحة في تموج شبكة. عندما سمح المستخدم بوابات متعددة في نفس العملة، هناك خيار متقدم السماح «امتد» الذي المواضيع المستخدم رصيد من العملة التبديل (أو تموج) بين العبارات. على الرغم من إجمالي رصيد لا يغير المستخدمين كسب صغيرة رسوم العبور لتوفير بين بوابة السيولة.

#### الجدارة الائتمانية
على غرار الأسباب خلال الخدمات المصرفية مجانا العصر في الولايات المتحدة، قيمة العملة يمكن أن تختلف بشكل كبير اعتمادا على بوابة الجدارة الائتمانية. غير هادفة للربح رابطة التجارة الدولية تموج جمعية رجال الأعمال (IRBA) توفر موحدة وإجراءات الإفصاح عن معايير العبارات. اعتبارًا من يونيو 2015خمسة عشر شركات قد حققت أو تجاوزت IRBA المعايير.

### توافق الحسابات
تموج يعتمد على المشترك الأستاذ المشتركة، وهو توزيع قاعدة بيانات لتخزين المعلومات عن جميع تموج الحسابات. شبكة «تدار من قبل شبكة مستقلة من صحة ملقمات باستمرار مقارنة سجلات المعاملات.» ملقمات يمكن أن تنتمي إلى أي شخص، بما في ذلك البنوك أو صناع السوق. على الرغم من أن تموج البروتوكول مجانية، تموج مختبرات تواصل تطوير وتعزيز تموج البروتوكول الذي يؤكد المعاملات المالية عبر شبكة موزعة من الخوادم. تموج مختبرات حاليا على مساعدة البنوك في دمج مع تموج شبكة. جديد الأستاذ هو خلق كل بضع ثوان، وآخر إغلاق السجل هو سجل مثالي من جميع تموج الحسابات كما هو محدد من قبل شبكة من الخوادم. معاملة أي تغيير مقترح إلى دفتر الأستاذ ويمكن عرض أي ملقم على شبكة الاتصال. خوادم محاولة للتوصل إلى توافق في الآراء حول مجموعة من المعاملات لتطبيق الأستاذ خلق جديد 'الماضي أغلقت الدفتر'.
توافق الآراء عملية توزيعها، والهدف من إجماع لكل ملقم تطبيق نفس مجموعة من المعاملات الحالية دفتر الأستاذ. خوادم باستمرار استلام المعاملات من خوادم أخرى على الشبكة، وتحديد ملقم المعاملات التي تطبق على أساس إذا كانت الصفقة جاءت من العقدة المحددة في 'فريدة من نوعها عقدة قائمة' (UNL).[إخفاق التحقق] المعاملات التي يتم الاتفاق عليها من قبل «الأغلبية المطلقة» من أقرانه تعتبر من صحتها. إذا كان أغلبية لا في الإجماع «وهذا يعني أن حجم المعاملات كانت عالية جدا أو استتار الشبكة كبيرة جدا من أجل التوافق عملية إنتاج ثابت المقترحات» ثم توافق العملية مرة أخرى محاولة من قبل العقد. كل جولة من توافق يقلل من الخلاف، حتى يتم التوصل إلى أغلبية. النتائج المنشودة من هذه العملية هو أن المعاملات المتنازع عليها هي التخلص من المقترحات في حين قبلت على نطاق واسع في المعاملات. في حين يمكن للمستخدمين تجميع خاصة بهم UNL العقد لديك السيطرة الكاملة على العقد الذي يثقون به، تموج مختبرات يقر أن معظم الناس سوف تستخدم الافتراضي UNL المقدمة من قبل العميل.[إخفاق التحقق]

#### الحساب الأمن
في أوائل عام 2014، شركة منافسة تسمى ممتاز مؤسسة شهدت شبكة الحادث. الشركة في جلب ديفيد Mazieres ممتاز كبير العلماء ورئيس جامعة ستانفورد's الحوسبة الآمنة الفريق إلى إجراء استعراض ممتاز توافق النظام، والتي كانت مشابهة تموج. Mazieres أعلن نظام نجمي من المرجح أن تكون آمنة عند التشغيل مع «أكثر من واحد من صحة عقدة» بحجة أنه عندما لم يتم التوصل إلى توافق على الأستاذ شوكة يحدث مع أجزاء من الشبكة والخلاف على قبول المعاملات. ممتاز الأساس بعد ذلك وادعى أنه كان هناك «الفطرية نقاط الضعف» في توافق العملية، مطالبة والتي وفقا التمويل أقطاب،  «تموج نفى بشدة.» تموج مختبرات رئيس مبرمجة ديفيد شوارتز المتنازع عليها Mazieres نتائج وأعلن أن النجوم لم يتم تنفيذها بشكل صحيح توافق الآراء، «البروتوكول يوفر الأمان والتسامح مع الخطأ افتراض المصادقون تم تكوينها بشكل صحيح.» الشركة كذلك كتب أنه بعد فحص ممتاز معلومات كانوا قد خلص إلى «أنه لا يوجد أي تهديد استمرار عمل تموج شبكة.»

### استخدام الدفع/فوركسنظام
تموج يسمح للمستخدمين أو الشركات لإجراء عبر المعاملات بالعملة في 3 إلى 5 ثوان. كل الحسابات والمعاملات آمن مشفر وحسابيا التحقق منها. المدفوعات يمكن أن يكون إلا مخول من قبل صاحب الحساب تتم معالجة جميع المدفوعات تلقائيا دون أي أطراف ثالثة أو وسطاء. تموج بالتحقق من حسابات وأرصدة على الفور الدفع انتقال يسلم دفع الإخطار مع القليل جدا من الكمون (في غضون بضع ثوان). المدفوعات لا رجعة فيه، وليس هناك أي chargebacks. XRP لا يمكن تجميدها أو حجزها. في حين اعتبارا من عام 2014 يمكن لأي شخص فتح حساب على تموج، بحلول عام 2015 الهوية إجراءات التحقق قد تم تنفيذها. تموج مسار-إيجاد خوارزمية عمليات البحث عن أسرع وأرخص الطريق بين عملتين. في حالة المستخدم الذي تريد أن ترسل دفعة من الدولار إلى اليورو، يمكن أن يكون هذا «هوب» مسار مباشرة من الدولار إلى اليورو، أو أنها يمكن أن تكون متعددة هوب المسار، ربما من USD CAD إلى XRP إلى EUR. طريق إيجاد يهدف إلى البحث عن أرخص تكلفة التحويل للمستخدم. اعتبارًا من 14 مايو 2014 (2014-05-14)

, تموج هي بوابات تسمح الودائع في عدد محدود من العملات الورقية (USD, EUR, بيسو، NZD, GBP, NOK, JPY, CAD, فرنك سويسري يوان صيني، AUD)، حفنة من العملات التشفير (BTC, XRP, LTC, NMC, NXT, PPC, XVN, SLL) وعدد قليل من السلع (الذهب، الفضة، البلاتين).

#### بيتكوين الجسر
بيتكوين الجسر الرابط بين تموج وbitcoin النظم الإيكولوجية. الجسر يجعل من الممكن أن تدفع أي بيتكوين المستخدم مباشرة من حساب تموج دون الحاجة من أي وقت مضى أن تعقد أي من العملة الرقمية. بالإضافة إلى ذلك، أي تاجر قبول bitcoins لديه القدرة على قبول أي عملة في العالم. على سبيل المثال، تموج المستخدم قد يفضل للحفاظ على المال بالدولار الأمريكي وليس الخاصة bitcoins. تاجر، ومع ذلك، قد ترغب الدفع في بيتكوين. بيتكوين جسر يسمح لأي تموج المستخدم لإرسال bitcoins دون الحاجة إلى استخدام مركز تبادل مثل BTC-e للحصول عليها. Bitstamp بمثابة بوابة تموج الدفع البروتوكول بين البورصات الأخرى.

### الخصوصية
في حين أن الصفقة المعلومات في دفتر الأستاذ العام، معلومات الدفع. ومن ثم من الصعب على أي شخص لربط المعلومات الصفقة مع أي مستخدم معين أو شركة.

### صناع السوق
أي مستخدم على تموج يمكن أن يكون بمثابة صانع السوق بتوفير موازنة الخدمات مثل توفير السيولة في السوق، داخل بوابة تحويل العملات، امتد، الخ. صناع السوق يمكن أيضا أن صناديق التحوط أو تداول العملات مكاتب. وفقا تموج موقع «خلال عقد أرصدة بعملات متعددة وربط مداخل متعددة، صناع السوق تسهيل المدفوعات بين المستخدمين حيث لا توجد ثقة، مما يتيح التبادل عبر بوابات.» مع عدد كاف من صناع السوق، طريق إيجاد خوارزمية يخلق بالقرب من سوق الاحتكاك وتمكن المستخدمين من دفع بسلاسة بعضها البعض عبر الشبكة بعملات مختلفة، دون تحمل أي غير المرغوب فيها مخاطر الصرف الأجنبي.
وتقدم العديد من هذه الخدمات من خلال منصة تقليدية من العروض لشراء أو بيع عملة واحدة مقابل عملة أخرى. عروض ويسأل يتم تجميعها في ترتيب الكتب، لإنشاء الصرف اللامركزي. يمكن للمستخدمين التعامل مع صناع السوق للتجارة أو تحويل العملات.[بحاجة لمصدر] تموج طريق إيجاد خوارزمية روافع هذه الوظيفة تسمح للمستخدمين إرسال الأموال بعملة واحدة والمتلقي إلى الحصول عليها في عملة أخرى. على سبيل المثال، يمكن للمستخدم دفع دولار أمريكي ويمكن للمتلقي اختيار تلقي المال بعملة أخرى، بما في ذلك bitcoins XRP.

### API المفتوحة
تموج بنيت مختبرات بروتوكول تكون صديقة المطور المجتمع، مما أدى وتشمل الميزات API من أجل الدفع به الشبكة، استنادا إلى شعبية بقية API القياسية. واحدة من أقدم امتداد من قبل مطوري الطرف الثالث كانت تموج تمديد منصة التجارة الإلكترونية الماجنتو، والتي تمكن الماجنتو قراءة تموج العامة دفتر الأستاذ وإنشاء فاتورة. كان هناك تموج المحفظة خيار الدفع المتقدمة لتجارة التجزئة الحالات أيضا.

## XRP
XRP هو العملة المحلية من تموج شبكة موجود فقط في تموج النظام. XRP حاليا القسمة على 6 خانات عشرية، وأصغر وحدة تسمى قطرة مع مليون قطرات يعادل 1 XRP. كان هناك 100 مليار XRP إنشاؤها في تموج إنشاء لا يجوز إنشاؤها وفقا لبروتوكول قواعد. على هذا النحو، فقد تم تصميم النظام بحيث XRP هو الشحيحة الأصول مع تناقص المعروض المتاح. لا تعتمد على أي طرف ثالث عن الفداء، XRP هو العملة الوحيدة في تموج شبكة لا ينطوي على مخاطر الطرف المقابل، وأنه هو الوحيد الأصلية الأصول الرقمية. العملات الأخرى في تموج شبكة أدوات الدين (أي الخصوم)، توجد في شكل أرصدة. المستخدمين من تموج شبكة غير مطلوبة لاستخدام XRP كمخزن للقيمة أو وسيلة للتبادل. كل تموج مطلوب حساب، مع ذلك، أن يكون احتياطي صغير من 20 XRP (دولار 6.58 اعتبارا من 16 مايو 2017). والغرض من هذا الشرط هو مناقشتها في مكافحة البريد المزعج القسم.

### استخدامات XRP
يستخدم بشكل عام بسبب سرعة المعاملات حيث يستغرق تأكيد معاملة XRP في المتوسط من 3 إلى 5 ثواني. وهو يعتبر اسرع بكثير من باقي العملات الرقمية أو شبكات البلوكتشين الأخرى والتي قد تستغرق ساعات وايام. الفرق الآخر هو على عكس البيتكوين لم يتم تصميم الريبل ليتم تعدينها على الإطلاق.

### التوزيع
من 100 مليار إنشاء 20 مليار XRP بأغلبية المبدعين الذين كانوا أيضا من مؤسسي تموج مختبرات. المبدعين أعطى المتبقية 80% من إجمالي تموج مختبرات، XRP المقصود «لتحفيز نشاط صانع السوق لزيادة XRP السيولة وتعزيز الصحة العامة XRP الأسواق.» تموج مختبرات أيضا لم تدم طويلا 2013 الهبة من أقل من 200 مليون XRP (0.2% من جميع XRP) مع بعض من المبلغ نظرا الجمعيات الخيرية مثل الحوسبة على المبادرة الطيبة التي بدأت تقدم XRP في مقابل وقت تطوع في المشاريع البحثية. اعتبارا من مارس 2015، 67% من تموج مختبرات الأصلي 80% كانت لا تزال تحتفظ بها الشركة، مع تموج مختبرات مشيرا إلى أن «نحن سوف تشارك في توزيع الإستراتيجيات التي نتوقع نتيجة مستقرة أو تعزيز XRP سعر الصرف مقابل العملات الأخرى.» في مايو 2017، للتخفيف من حدة المخاوف المحيطة XRP إمدادات تموج ملتزمة مكان 55 مليار XRP (88% من XRP القابضة) في مشفر-تأمين الضمان. الضمان سوف تسمح لهم استخدام ما يصل إلى مليار دولار شهريا وعودة كل ما هو غير المستخدمة في نهاية كل شهر إلى الجزء الخلفي من الضمان الانتظار في شكل إضافي لمدة شهر العقد، بدأت العملية في جميع أنحاء. كمية XRP توزيع حركتهم يمكن تتبعها من خلال تموج المخططات الموقع.

### جسر العملة
واحدة من وظائف محددة من XRP هو جسر العملة، التي يمكن أن تكون ضرورية إذا لم المباشر صرف بين عملتين في وقت محدد، على سبيل المثال عند إجراء معاملات بين اثنين نادرا ما تداول أزواج العملات. داخل شبكة صرف العملات، XRP يتم تداولها بحرية مقابل العملات الأخرى، وسعر السوق يتقلب ضد دولار، يورو، ين، بيتكوين، الخ. تموج تصميم التركيز صرف العملات وتوزيع-RTGS، في مقابل التأكيد على XRP باعتبارها عملة بديلة. في نيسان / أبريل 2015, تموج مختبرات أعلنت ميزة جديدة تسمى autobridging قد أضيفت إلى تموج، بقصد مما يجعل من السهل على صناع السوق على التعامل بين نادرا ما تداول أزواج العملات. ميزة يهدف أيضا إلى تعرض أكثر من شبكة السيولة وأفضل أسعار العملات الأجنبية.

### كما مضاد البريد المزعج
عندما يقوم المستخدم بإجراء المعاملات المالية في غير مواطن العملة تموج رسوم رسوم المعاملات. الغرض من رسوم حماية ضد شبكة الفيضانات من خلال جعل الهجمات مكلفة للغاية بالنسبة للقراصنة. إذا تموج كانت خالية تماما من الوصول إلى الخصوم قد بث كميات كبيرة من «الأستاذ المزعج» (أي حسابات وهمية) و«المعاملة غير مرغوب فيها» (أي معاملات وهمية) في محاولة الزائد الشبكة. هذا يمكن أن يسبب حجم الأستاذ أن أصبحت لا يمكن السيطرة عليها وتتداخل مع قدرة الشبكة بسرعة تسوية المعاملات المشروعة. وبالتالي الانخراط في التجارة، كل تموج مطلوب حساب صغير احتياطي من 20 XRP, (دولار 4.96 اعتبارا من 5 ديسمبر 2017) رسوم المعاملات ابتداءً من الساعة.00001 XRP (دولار 0.000002 اعتبارا من 5 ديسمبر 2017) يجب أن تنفق على كل التجارة. هذه الصفقة رسوم لم يتم جمعها من قبل أي شخص؛ XRP هو تدمير تزول من الوجود. رسوم المعاملات يرتفع إذا كان المستخدم وظائف الصفقات بمعدل هائل (عدة آلاف في الدقيقة)، وتعيد توطين بعد فترة من الخمول.

## استقبال
منذ بدايته تموج البروتوكول تلقت قدرا كبيرا من الاهتمام في كل من مالي وصحافة التيار السائد. تموج مؤخرا تم ذكرها في صناعة المواد من قبل شركة نيلسن، بنك إنجلترا النشرة الفصلية، NACHA, KPMG, مع العديد من المواد دراسة تموج تأثير على تدويل القطاع المصرفي. في أبريل 2015، بانكر الأمريكية أكدت أن «من منظور المصارف، وزعت دفاتر مثل تموج النظام لديها عدد من المزايا على cryptocurrencies مثل بيتكوين» بما في ذلك الأمن. كتب بنك الاحتياطي الفيدرالي في بوسطن «اعتماد شبكات التوزيع، مثل تموج، قد يساعد [المصرفية] صناعة أدرك معالجة أسرع، فضلا عن زيادة الكفاءة العالمية المدفوعات المصرفية.» كتابة المحترم عن تموج كما دفع الشبكة في عام 2013، كين Kurson قال «الكبير المالية-خدمة العلامات التجارية يجب أن يشعر حول تموج الطريقة التي سجل العلامات شعر عن نابستر.» نيويورك تايمز موقع Dealbook نقطة في 2014 «[تموج] هو الفوز بشيء ثبت أن ذلك بعيد المنال عن العملات الافتراضية: مشاركة من أكثر اللاعبين التيار في النظام المالي». في آب / أغسطس 2015, تموج قد منحت التكنولوجيا الرائدة من قبل المنتدى الاقتصادي العالمي.
مقارنات المنافسة
على الرغم من تموج هو الرابع في القيمة السوقية إلى بيتكوين الرقمية العملة، العديد من أعضاء الصحافة وصفت تموج كما صعود المنافس بيتكوين. في أواخر عام 2014، بلومبرج يسمى بيتكوين «الفشل» العملة الرقمية، بعد بيتكوين العملة بنسبة 54 في المئة من قيمتها في عام واحد. تموج وصفت بأنها منافسا كبيرا، في جزء منه بسبب الوقت الحقيقي التحويلات المالية الدولية. بيل غيتس ويدعم هذه التوقعات وذكر تموج النظام عندما سئل عن bitcoin في عام 2014، مشيرا إلى أن «هناك الكثير بيتكوين أو تموج والمتغيرات يمكن القيام به لجعل نقل الأموال بين البلدان أسهل والحصول على رسوم أسفل بشكل كبير جدا. ولكن بيتكوين لن تكون المهيمنة.» عن تموج بدل من أي الإلكترونية قيمة حامل، نائب رئيس سانت لويس الاحتياطي الاتحادي وأستاذ في جامعة سايمون فريزر، ديفيد Andolfatto صرح في عام 2014 أن «تموج هو العملة-الملحد البروتوكول. تموج هو الفائز. يقوم بمعالجة أي شيء.» عن إنشاء وتطوير تموج البروتوكول (RTXP) تموج الدفع/شبكة الصرف، معهد ماساتشوستس للتكنولوجيا (MIT) المعترف بها تموج مختبرات باعتبارها واحدة من 2014 50 أذكى الشركات في شباط / فبراير 2014 طبعة من MIT Technology Review.
رد فعل على XRP هو الاستقطاب في التشفير العملة المجتمع. أنصار بيتكوين وانتقد XRP لكونها «قبل الملغومة»، كما XRP بنيت مباشرة في تموج البروتوكول لا يتطلب التعدين. كما تموج معامل التوزيع الأصلي كمية محدودة من XRP العملة قد اجتمع مع قدرا كبيرا من الجدل، ولا سيما المؤسسين retainment من 20% تعتبر نسبة عالية. ومع ذلك، المحترم ورد في 2013 أنه «إذا كان هذا هو الملتوية، ثم إذا هو كل الشركة التي ذهبت من أي وقت مضى العامة مع الإبقاء على الجزء الأكبر من أسهمها.» الكثير من الجدل استقر بعد الإعلان أن مؤسسي جد ابن اللعينة وآرثر بريتو سيكون بيع XRP في بوساطة معدل على مدى عدة سنوات «وهي الخطوة التي يجب أن تضيف الاستقرار واستعادة الثقة XRP السوق.» الرئيس التنفيذي كريس لارسن بدورها تبرعت 7 مليار XRP إلى تموج مؤسسة الابتكار المالي، مع XRP أن «يحبس» وتبرع أكثر من مرة. في عام 2016، 20% المخصصة في البداية إلى مؤسسي، ما يقرب من نصف تم التبرع بها إلى غير الربحية والجمعيات الخيرية.